# HIW VSK卡賓槍
HIW VSK是一款由納粹德國黑森工業廠房（Hessische Industrie Werke）所研發的試驗型卡賓槍。它以裝備人民冲锋队為目的而生產並且採用了前沖作用式槍機。
戰鬥步槍型發射7.92×57毫米毛瑟口徑步枪子彈，而卡賓槍型則是7.92×33毫米短彈。

## 衍生型
該槍有兩款衍生型，其更大的區別在於槍機和彈藥的系統：

### 戰鬥步槍型
發射7.92×57毫米毛瑟（8×57 IS）口徑步枪子彈。它使用標準的5發彈夾條以裝填其內置式彈匣。並且藉由通過手動槍機和槍機體使得槍管向前運動。

### 卡賓槍型
發射7.92×33毫米（8×33 Polte）短彈。它使用特殊的5發彈夾條以裝填其內置式彈匣。藉由彈丸和點燃裝藥的高壓燃氣的拖曳使得槍管前沖，並且在弹簧的壓力以下復位，從而使得下一發彈藥上膛。

## 資料來源
1. ↑  Sturmgewehr! From Firepower to Striking Power, Hans-Dieter Handrich, ISBN 0-88935-356-5
2. ↑  The German Assault Rifle 1935–1945, Peter R. Senich. (ISBN missing)

## 外部連結
- （俄文）—Bratishka.ru
- （俄文）—Weapon.at.au（页面存档备份，存于）
- （俄文）—Labirint.ru（页面存档备份，存于）